# کنفرانس محافظه‌کاری ملی
کنفرانس ملی محافظه‌کاری (به نام نَتکان NatCon) کنفرانسی است که وقف ایدئولوژی محافظه‌کاری ملی شده است. این توسط بنیاد ادموند برک، اندیشکده ای به رهبری یورام هازونی برگزار می‌شود.

## تاریخچه
این کنفرانس‌ها بین مه ۲۰۱۹ و فوریه ۲۰۲۰ که در لندن، واشینگتن و رم برگزار شد، توسعه یافتند. کنفرانس‌های بعدی در اورلاندو (۲۰۲۱)، بروکسل (۲۰۲۲)، میامی (۲۰۲۲)، لندن (۲۰۲۳) و بروکسل (۲۰۲۴) برگزار شد. سخنرانانی که برای حضور در این مراسم اعلام شده بودند عبارتند از: تاکر کارلسون، جاش هاولی، جی دی ونس، جورجیا ملونی، مارکو روبیو، پیتر تیل، کوین رابرتز، نماینده پارلمان بریتانیا. دانیل کاوچینسکی، ران دسنتیس فرماندار فلوریدا و ویکتور اوربان نخست‌وزیر مجارستان.